# Zwichnięcie
Zwichnięcie (łac. luxatio) – uszkodzenie, w którym dochodzi do utraty fizjologicznej łączności powierzchni stawowych kości połączonych torebką stawową. Zwichnięciu towarzyszy uszkodzenie struktur wewnątrzstawowych (więzadeł, chrząstki, łąkotek) oraz naciągnięcie bądź rozerwanie torebki stawowej. Staw jest niestabilny, a dodatkowo może dojść do uciskania tętnic lub nerwów.
U noworodków spotyka się wrodzone podwichnięcie lub zwichniecie biodra, w przebiegu choroby zwanej dysplazja stawu biodrowego.
Stawy, które najczęściej ulegają zwichnięciom lub podwichnięciom to:
- staw ramienny,
- stawy palców,
- staw biodrowy,
- staw kolanowy,
- staw skroniowo-żuchwowy.

## Przyczyny
- Urazy – nagłe zadziałanie siły powodującej przesunięcie powierzchni stawowych,
- Porażenne – zwiotczenie mięśni stabilizujących staw,
- Wrodzone – tzw. wrodzona dysplazja stawu powstała wskutek zaburzeń rozwojowych,
- Patologiczne – wskutek uszkodzenia powierzchni stawowych przez proces zapalny lub nowotworowy[potrzebny przypis].

## Objawy zwichnięcia
- silny ból,
- obrzęk,
- zniekształcenie obrysu stawu,
- patologiczne ustawienie kończyny,
- krwiak (siniak),
- brak ruchów czynnych,
- bolesny opór podczas ruchów biernych.

## Powikłania
- uszkodzenie nerwów
- uszkodzenie naczyń, niedokrwienie

## Leczenie
Pierwsza pomoc w zwichnięciu – unieruchomienie wszystkich kości tworzących staw.
Zwichnięcie nastawia lekarz odpowiednio manipulując kończyną. Niektóre duże stawy nastawia w znieczuleniu ogólnym, w mniejszych wystarcza znieczulenie miejscowe. Po nastawieniu unieruchamia się staw. Występują wtedy odpowiednie warunki dla gojenia się uszkodzonej torebki; zapobiega się również wtórnemu zwichnięciu.
Zwichnięcia otwarte, nawykowe oraz przypadki z uszkodzeniem naczyń lub nerwów leczy się operacyjnie.